# 小学生チャレンジ放送局
『小学生チャレンジ放送局』（しょうがくせいチャレンジほうそうきょく）は、かつてTBSラジオをキーステーションに全国JRN系列局で放送していた番組。1990年4月から1993年3月まで放送。福武書店（現・ベネッセコーポレーション）の一社提供。
小学生を対象とし、お悩み相談や川柳コーナー、環境保護に関するワンポイントを紹介するエコロジーコーナーなどがあった。毎回ラストでは「進研ゼミ・先生のメッセージコーナー」で担当科目別の「赤ペン先生」によるメッセージが放送された。

## パーソナリティー
- 神谷明
- 久川綾

## ネット局
- TBSラジオ - 月曜～金曜 15:30～15:40（1991年3月まで「それゆけ洋七元気丸!」内で、1991年4月から「気になるワイド 鈴木順のまんなかラジオ」内で、1992年10月からは「花の東京応援団」内で放送）
- HBCラジオ
  - 月曜～金曜 15:32～15:42（1991年3月まで「ラジオ一番通り」内で放送）
  - 月曜～金曜 16:45～16:55（1991年4月から。1992年4月からは「情報ステーション PM4時〜6時」内で、1992年8月からは「スーパーToday」内で放送）
- 青森放送 - 月曜～金曜 15:50～16:00（1992年10月からは「あおもりTODAY」内で放送）
- 秋田放送 - 月曜～金曜 15:30～15:40
- 岩手放送 - 月曜～金曜 15:45 ～15:55（「ワイドステーション」内で放送）
- 山形放送 - 月曜～金曜 16:00～16:10（「YBCハッピーロード」内で放送）
- 東北放送 - 月曜～金曜 16:10～16:20（1991年3月まで「TBCプロムナード」内で、1991年4月から「きょうも大盛りラジオで元気!」内で放送）
- ラジオ福島
  - 月曜～金曜 15:20～15:30（1992年3月まで）
  - 月曜～金曜 16:40～16:50（1992年4月から）
- 新潟放送 - 月曜～金曜 15:40～15:50
- 信越放送 - 月曜～金曜 16:50～17:00
- 山梨放送 - 月曜～金曜 15:30～15:40
- 北日本放送 - 月曜～金曜 15:50～16:00
- 北陸放送 - 月曜～金曜 16:50～17:00
- 福井放送 - 月曜～金曜 15:50～16:00（「おじゃましま〜す!」内で放送）
- 静岡放送 - 月曜～金曜 16:00～16:10
- CBCラジオ
  - 月曜～金曜 16:30～16:40（1992年3月まで、「多田しげおのそれ行け!にっこりワイド」内で放送）
  - 月曜～金曜 16:35～16:45（1992年4月から）
- 和歌山放送- 月曜～金曜 15:25～15:35
- ABCラジオ
  - 月曜～金曜 16:50～17:00（1991年4月から1992年9月まで「藤原正美のとびっきり4時!」内で放送）
  - 月曜～金曜 16:50～17:00（1992年10月から）
- 山陽放送
  - 月曜～金曜 15:20～15:30（1991年3月まで）
  - 月曜～金曜 15:40～15:50（1991年4月から）
- 山陰放送 - 月曜～金曜 16:10～16:20
- 中国放送 - 月曜～金曜 16:10～16:20
- 山口放送
  - 月曜～金曜 15:00～15:10（1992年3月まで）
  - 月曜～金曜 15:40～15:50（1992年4月から）
- 四国放送 - 月曜～金曜 15:45～15:55
- 西日本放送 - 月曜～金曜 16:20～16:30
- 南海放送 - 月曜～金曜 16:50～17:00
- 高知放送 - 月曜～金曜 16:40～16:50
- RKBラジオ - 月曜～金曜 17:15～17:25
- 大分放送
  - 月曜～金曜 16:30～16:40（1991年3月まで）
  - 月曜～金曜 16:15～16:25（1991年4月～9月）
  - 月曜～金曜 16:25～16:35（1991年10月から）
- 長崎放送
  - 月曜～金曜 15:25～15:35（1992年3月まで）
  - 月曜～金曜 15:40～15:50（1992年4月から）
- 熊本放送
  - 月曜～金曜 16:20～16:30（1991年3月まで、「こちら九州ラジオ村」内で放送）
  - 月曜～金曜 16:50～17:00（1991年4月～9月、「片岡昭のRKKニュースロータリー」内で放送）
  - 月曜～金曜 16:30～16:40（1991年10月から）
- 宮崎放送 - 月曜～金曜 16:00～16:10
- 南日本放送 - 月曜～金曜 14:10～14:20
- 琉球放送 - 月曜～金曜 16:30～16:40